# WireKeys
WireKeys — многофункциональная утилита, ориентированная на использование горячих клавиш, разрабатывалась для использования в операционной среде Windows, распространяется по лицензии Свободное программное обеспечение.

## Возможности
- Переназначение любых клавиш/Запуск программ нажатием нескольких, в том числе запуск программ с параметрами
- Изменение раскладки текста. Как в Punto Switcher
- Сохранение содержимого буфера обмена в файл, создание нескольких буферов обмена, копирование в буфер содержимого файла
- Эмуляция нажатий клавиш и перемещений указателя мыши и щелчков кнопок мыши, в том числе с использованием модификаторов: «залипания» клавиш, «двойных нажатий» и т. д.
- Жесты мышью (с помощью плагина).
- Вывод на экран различной полезной информации в OSD.
- Способность делать скриншоты всего экрана или только активного приложения или какой-либо области экрана.
- Запуск, смена, временная блокировка запуска, изменение параметров скринсэйвера
- Завершение/перезагрузка/перевод в режим ожидания работы компьютера
- Убийство процессов, задание процессам приоритетов
- Операции с окнами — активация, закрытие, минимизация (в том числе в трей), отображение меню
- Умение работать с подключаемыми плагинами, которые позволяют существенно расширить функциональность программы.
- Регулировка уровня звука/задание уровня звука по умолчанию при старте системы/регулируемый шаг изменения громкости.
- Выполнение различных макросов, в том числе и с различными точками входа.
- Строковый калькулятор
- Ускорение работы приложений (автоматически повышает приоритет заданному приложению)
- Boss клавиша (Красная кнопка)
- Переключатель десктопов (только в Win NT/2000/XP)
- Ведение файла-дневника — сохранение выделенного текста в файл.
- WireKeys может освобождать неиспользуемую память (RAM)
- Горячие клавиши допускают использование в них кнопок мыши, краев экрана, раздельно правых и левых клавиш Ctrl/Shift/Alt, клавиш мультимедиа-клавиатур, кнопок пультов управления TV-тюнером (Поддерживается WinLIRC и пульты тюнеров AverTV)